# Garden City University College
Die Garden City University College (dt. Stadt der Gärten Universität; kurz: GCUC) in Kumasi ist ein University College, das der University of Cape Coast angeschlossen ist. Der Namensbestandteil Garden City ist die inoffizielle Bezeichnung von Kumasi. Die Hauptstadt der Ashanti Region gilt aufgrund ihres vergleichsweise vielen Grünanlagen und dem Baumbestand als Stadt der Gärten.

## Geschichte
Im Jahr 2001 wurde das College of Information Technology and Management Systems (Schule für Informationstechnologie und Management) durch Albert Acquah gegründet. Im Jahr 2004 erlangte es durch das National Accreditation Board den Status eines University College. Auf einem Grundstück in Kenyase, in der Nähe von Kumasi, wurde ein kleiner Kampus mit 12 Räumen errichtet. Diese Räumlichkeiten wurden mit modernsten Informationstechnologie ausgestattet.
Ab Oktober 2002 wurden hier Kurse angeboten und verschiedene Abschlüsse in Computeranwendungen und Hardware vergeben.

## Fakultäten
Es gibt drei Fakultäten:
- Fakultät für Betriebswirtschaft
- Fakultät für angewandte Wissenschaften
- Fakultät für Gesundheit und damit verbundene Wissenschaften